# Phantom Lord
Pistes de Kill 'Em All
Whiplash No Remorse
Phantom Lord est la 7e piste du 1er album du groupe Metallica Kill 'Em All sorti en 1983.
La chanson a été créée par James Hetfield quand il était dans son ancien groupe Phantom Lord, d'où le titre du morceau.
La chanson relate le cri de guerre d'une créature mythique. La chanson a été incluse sur la 1re démo du groupe, No Life 'til Leather.
Les paroles traitent d'un combat mythique entre des bêtes heavy-metal ; le groupe a souvent dédicacé cette chanson à son public qui « se cognait la tête et dont leurs têtes étaient également cognées » durant leur tout premiers concerts.
Phantom Lord contient le seul passage en son clair de guitare de tout l'album (ce son clair reste tout de même très crunch).
La chanson a été utilisée comme musique d'entrée pour les performances du catcheur professionnel Mike Awesome, quand il était dans l'Extreme Championship Wrestling.